# Ugglegölen (Södra Vi socken, Småland)
Ugglegölen är en sjö i Vimmerby kommun i Småland och ingår i Motala ströms huvudavrinningsområde.